# 히구치 유스케
히구치 유스케(일본어: 樋口有介, 1950년 7월 5일) ~ )는 일본의 추리 작가이다. 본명은 히구치 유이치이다.

## 이력
그는 1950년 7월 5일 군마현 마에바시시에서 태어났으며, 군마현립 이세사키 히가시 고등학교에 졸업, 고쿠가쿠인 대학교 문학학부 철학과에 입학했지만, 중퇴하게 된다. 세계 각지를 돌아다니다가, 일본에 돌아와서 극단원, 기자, 인하어 등 여러 가지 직업을 거치다 프리랜서가 된다. 1988년, 《나와 우리들의 여름》이 산토리 미스테리 대상 시상식에서 독자상을 수상하면서 작가에 데뷔한다. 1990년에는 《바람소녀》로 제103회 나오키상 후보, 2007년에는 《피스》로 제60회 일본 추리 작가 협회상 후보가 된다.

## 평가
청춘 미스터리 또는 중년의 애환을 그려낸 가벼운 하드보일드 작품에 자신이 있어한다. 트릭이나 플롯으로 승부하는 이른바 본격파는 아님에도 불구하고 독자적인 향기와 유머로 사랑 받아, 창원추리문고(創元推理文庫)에도 작품이 수록되어 있다.

## 작품
- 나와 우리들의 여름
- 바람소녀
- 그녀는 아마도 마법을 사용한다
- 첫사랑이여,이별의 키스를 하자
- 마녀
- 피스
- 비의 냄새